# اوین آغاسی
اوین آغاسی (به سریانی: ܐܝܒ̣ܢ ܐܓܣܝ؛ ۳ مهر ۱۳۲۴ – ۲۷ شهریور ۱۴۰۳) خوانندهٔ ایرانی-آمریکایی آشوری بود که بیش از ۲۰ آلبوم در طول زندگی حرفه‌ای خود منتشر کرده است. فعالیت موسیقی وی ۵۰ سال طول کشید، اما در دهه ۱۹۸۰ و ۱۹۹۰ اوج گرفت.
آغاسی از برجسته‌ترین خوانندگان آشوری بود و در استرالیا، اروپا و آسیا برنامه اجرا کرده است. بیشتر ترانه‌های او توسط برادرش گیورگیس آغاسی، به دو زبان فارسی و آشوری نوشته و خوانده می‌شد.

## زندگی
اوین آغاسی در ۳ مهر ۱۳۲۴ برابر با ۲۵ سپتامبر ۱۹۴۵ در کرمانشاه زاده شد. وی از همان سال‌های نوجوانی در رادیوی ملی ایران آغاز به کار کرد و تعدادی آهنگ به زبان فارسی ضبط کرد. او با بسیاری از شاعران و آهنگسازان ایرانی کار کرد و چندین آهنگ محبوب تولید کرد که از رادیو و تلویزیون پخش می‌شدند.
در زمان فعالیت در رادیو، اوین آغاسی همچنین ترانه‌های فارسی می‌خواند که در آن زمان بسیار مورد توجه قرار گرفتند، یکی از آهنگ‌های قابل توجه او در سال ۱۹۷۴ با عنوان " شهرزاد "بسیار مورد علاقه ایرانیان و آشوری‌ها در سراسر جهان قرار گرفت. در سال ۱۹۷۶، آغاسی برای چند کنسرت در کالیفرنیا و شیکاگو به ایالات متحده دعوت شد. وی پس از بازگشت به ایران ترانه‌هایی را از تجربه دلپذیر خود در ایالات متحده ساخت. آغاسی با شجاعت، چند ترانه سیاسی اجتماعی ساخت که با فضای سانسور شدید در ایران، کاری پرشهامت بود. این ترانه‌ها دربارهٔ انسانیت، برابری و آزادی بودند که در نهایت توسط دولت ایران جمع‌آوری و توقیف شدند.
آغاسی پس از انقلاب ۱۳۵۷ در اواخر دهه ۱۹۷۰ به ایالات متحده مهاجرت کرد. در همین حال، دولت عراق نسبت به ترانه‌های او بسیار سخت‌گیر و بدبین بود چرا که این آهنگ‌ها را دلیلی برای جسارت‌بخشی آشوری‌های عراق می‌دید. به همین ترتیب، چند آهنگ آغاسی در آنجا ممنوع شد و نام او توسط صدام حسین در لیست سیاه ثبت شد.
در سال ۲۰۱۰، او به سوریه سفر کرد و در سال ۲۰۱۶ به کردستان عراق رفت تا در کنسرت‌ها و مهمانی‌های آنجا شرکت کند. آلبوم «دایره زندگی» که در سال ۲۰۱۲ منتشر شد، پس از ۷ سال وقفه، یکی از مورد انتظارترین آلبوم‌های وی بوده است. غیر از آواز، او می‌توانست گیتار کلاسیک و کیبورد نیز بنوازد.

## ترانه‌شناسی
آغاسی در ۵۰ سال فعالیت حرفه‌ای خود بیش از ۲۰ آلبوم ساخته است. در سال‌های بین ۱۹۶۰ و ۱۹۸۰ آغاسی آهنگ‌هایی ساخت و به مدت ۲۰ سال آلبوم منتشر نکرد.
- اوین آغاسی (۱۹۵۹)
- شامیرام (۱۹۸۰)
- آلولا(۱۹۸۲)
- سایاادا (۱۹۸۳)
- خزادای(۱۹۸۴)
- صدرا پرقتا (۱۹۸۵)
- اوین (۱۹۸۶)
- ۱۹۸۷(۱۹۸۷)
- Mometa D 'Ata (۱۹۸۸)
- اوین ۱۹۸۹ (۱۹۸۹)
- اوین ۱۹۹۰ (۱۹۹۰)
- اوین ۱۹۹۲ (۱۹۹۲)
- اوین ۱۹۹۳ (۱۹۹۳)
- دیروز (۱۹۹۴)
- پسر زمان ما (Bronet Zona) (۱۹۹۵)
- اوین ۱۹۹۶ (۱۹۹۶)
- بهشت (۱۹۹۷)
- ماهی‌گیر (۱۹۹۸)
- اوین ۱۹۹۹ (۱۹۹۹)
- نامه به خدا (۲۰۰۰)
- خاطرات (۲۰۰۵)
- دایره زندگی (۲۰۱۲)
- ۴۵ سال (۲۰۱۷)